# Infusion

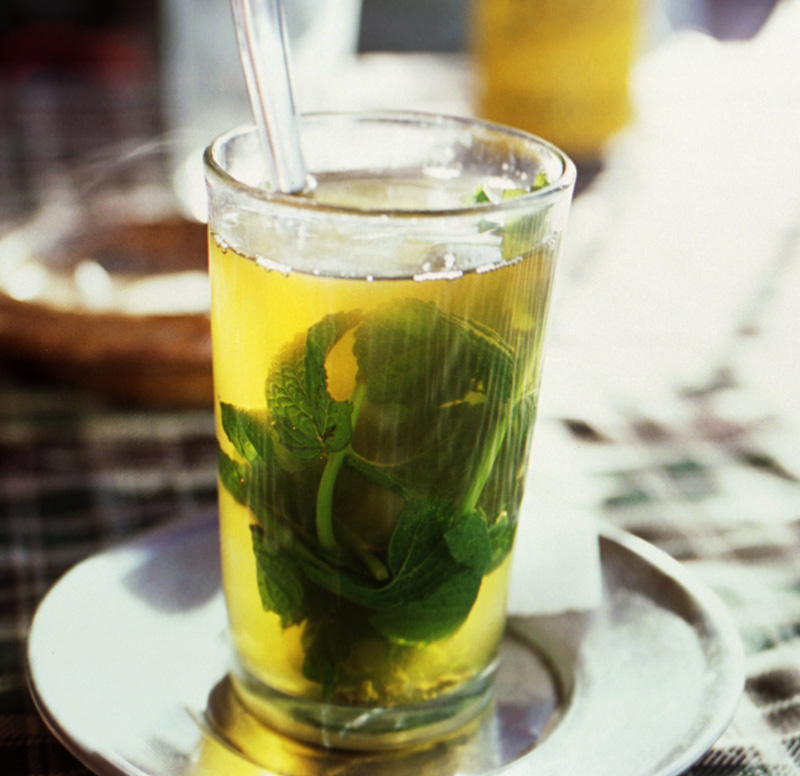
Un verre d’infusion à la menthe.

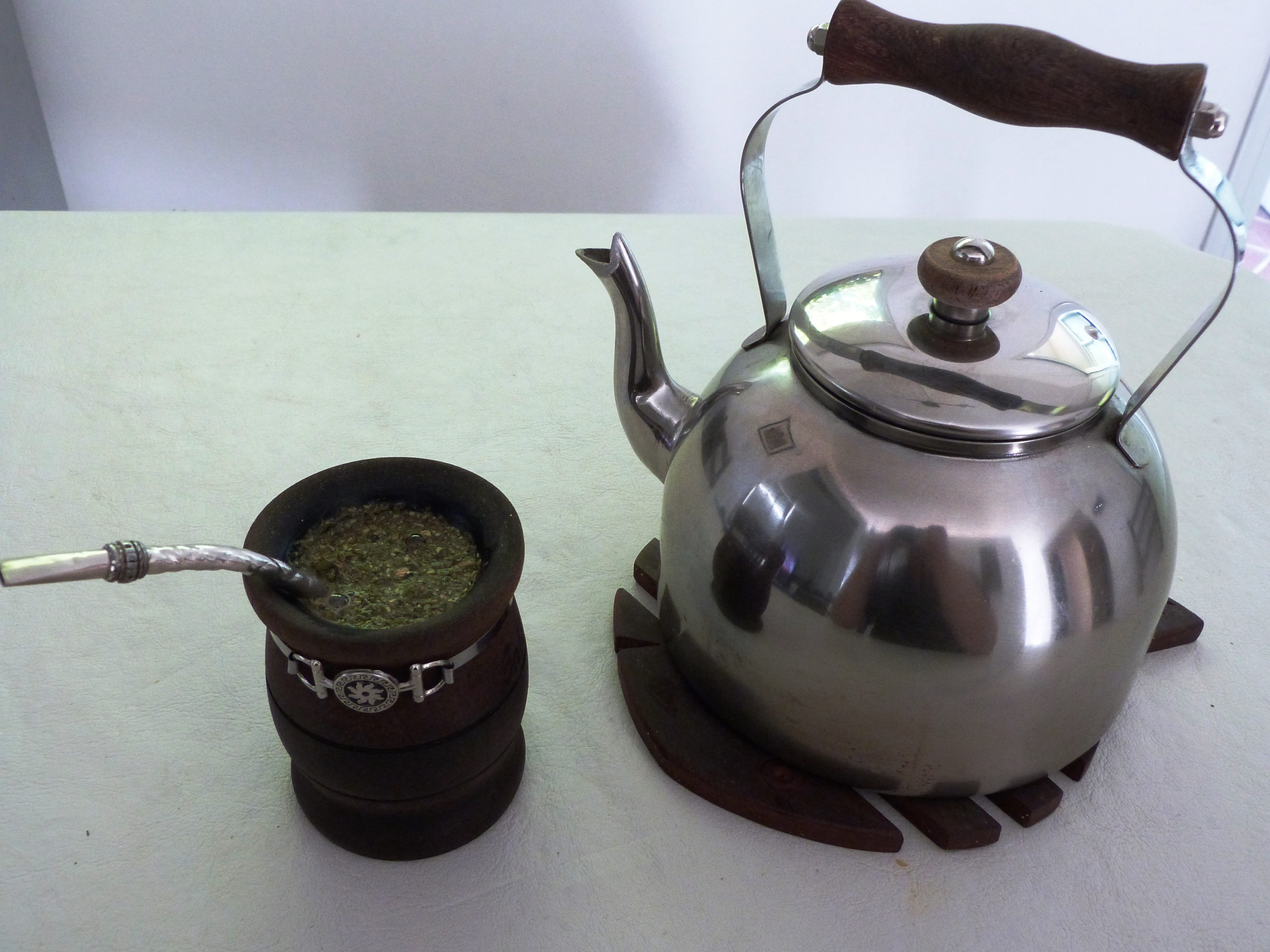
Maté.

Pour les montagnes russes, voir Infusion (Pleasure Beach, Blackpool). Pour la technique médicale, voir Perfusion intraveineuse.
 (avril 2021).
Si vous disposez d'ouvrages ou d'articles de référence ou si vous connaissez des sites web de qualité traitant du thème abordé ici, merci de compléter l'article en donnant les références utiles à sa vérifiabilité et en les liant à la section « Notes et références ».
L'infusion est une méthode d'extraction des principes actifs ou des arômes d'un végétal par dissolution dans un liquide initialement bouillant que l'on laisse refroidir. Le solvant n'est pas nécessairement de l'eau, il peut être également une huile ou un alcool.
Par métonymie, le terme désigne aussi les boissons préparées selon cette méthode, comme les tisanes, le thé ou encore le maté.
Dans ce cas, pour désinfecter la plante et l'eau, cette dernière est généralement bouillie, puis rapidement versée sur la plante plus ou moins séchée ou fragmentée, selon la recette. Mais certaines molécules sont mieux extraites et mieux préservées si la préparation se déroule à une température plus basse, telle celle utilisée en laboratoire pour analyser les composés hydrosolubles de la plante — par exemple, 40 °C, pour extraire et analyser tous les polysaccharides.

## Différences avec la décoction et la macération
L'opération d'infusion s'oppose à :
1. la décoction, dans laquelle le liquide est porté à ébullition puis maintenu bouillant ;
2. la macération dans laquelle le liquide est froid.

## En brasserie
En brasserie, c'est l'un des deux principaux procédés de fabrication de la bière ; on en distingue deux types :
1. l'infusion par palier : on chauffe l'eau avec la maische, ou on incorpore à intervalles réguliers de l'eau très chaude ;
2. l'infusion simple : on chauffe de l'eau que l'on incorpore au malt.